# کودک و جادو
کودک و جادو (فرانسوی: L'enfant et les sortilèges‎) نام اپرایی از موریس راول است.